# Ишка (река)
Ишка (словен. Iška) је река у Словенији која извире код села Лужарји у регији Долењска. Тече ка северу кроз крашки терен и усеца сутјеску Ишки Винтгар. Дугачка је око 31 km. У котлини Љубљанско барје улива се у реку Љубљаницу код села Липе, јужно од главног града Љубљане. Ишка припада сливу Црног мора, а име је добила по граду Иг, кроз које протиче.
У ноћи између 23. и 24. септембра 2010. река Ишка је нестала, тј. њена вода се изгубила у понору који се формирао између две тектонске плоче. Узрок су велике кише и поплаве које су пар дана пре тога задесиле овај регион, а притом је Ишка поплавила село Црна Вас. Од реке је преко ноћи остало само суво корито.